# Aube, Orne
Aube är en kommun i departementet Orne i regionen Normandie i nordvästra Frankrike. Kommunen ligger i kantonen L'Aigle-Ouest som tillhör arrondissementet Mortagne-au-Perche. År 2022 hade Aube 1 249 invånare.

## Befolkningsutveckling
Antalet invånare i kommunen Aube
| Referens: INSEE |